# 얀 코자크 (1954년)
얀 코자크(슬로바키아어: Ján Kozák, 1954년 4월 17일 ~ )는 슬로바키아의 전 축구 선수이자 현 축구 감독이다. 선수 시절 체코슬로바키아 축구 국가대표팀 소속으로 UEFA 유로 1980, 1982년 FIFA 월드컵에 출전한 바 있으며, 현재 슬로바키아 축구 국가대표팀의 감독직을 맡고 있다.